# Queer horror
Queer Horror (en español terror gay)  es un subgénero dentro del cine de terror que se caracteriza por explorar temas relacionados con la identidad de género y la sexualidad no normativa desde una perspectiva crítica y subversiva. Surgió como respuesta a las representaciones tradicionales y estereotipadas de la sexualidad en el cine de terror mainstream, desafiando y cuestionando las normas sociales dominantes sobre el género y la orientación sexual.
Aunque nace en los tiempos de la literatura gótica, en novelas como Carmilla, de Sheridan Le Fanu, ha sido en el cine donde se ha asentado como subgénero. Películas como La novia de Frankenstein (James Whale, 1935) o La hija de Drácula (Lambert Hillyer, 1936) son algunos de sus primeros títulos importantes, mostrando comportamientos y problemáticas homosexuales de forma metafórica, evitando así el estricto Código Hays que limitaba la aparición de temáticas homosexuales en la gran pantalla.
En el contexto del queer horror, se explora y celebra la diversidad sexual y de género a través de personajes y tramas que desafían las expectativas heteronormativas. Estos filmes frecuentemente presentan protagonistas que no se adhieren a las normas binarias de género, tales como personas transgénero, no binarias o queer. Además, suelen abordar temas como el miedo a lo diferente, la marginalización social, la discriminación y la violencia basada en la identidad de género u orientación sexual.
Desde un punto de vista cinematográfico y estético, el queer horror también se distingue por sus narrativas y estilos visuales que reflejan las tensiones y ansiedades asociadas con la identidad queer.Las películas dentro de este subgénero pueden utilizar el horror como metáfora para explorar las experiencias de los personajes queer, así como para desafiar y perturbar las expectativas del espectador respecto a la representación convencional del género y la sexualidad.
Históricamente, el queer horror ha evolucionado junto con los movimientos sociales y políticos LGBTQ+, respondiendo a las demandas de representación más auténtica y compleja en el cine de terror.Este subgénero no solo proporciona una plataforma para la expresión artística y la visibilidad de las identidades queer, sino que también invita a una reflexión crítica sobre cómo las narrativas de terror pueden ser utilizadas para interrogar y desafiar las normativas de género y sexualidad en la sociedad contemporánea.